# Antoine Lescalmel

a Compétitions nationales et continentales officielles uniquement.

Dernière mise à jour le 27 avril 2012.
Antoine Lesclamel, né le 20 novembre 1987 à La Rochelle, est un joueur français de rugby à XV qui évolue au poste de demi d'ouverture au sein du Niort rugby club .

## Biographie
Natif de La Rochelle, Antoine Lesclamel débute à 18 ans avec l'équipe professionnelle du Stade rochelais. Il ne joue que deux rencontres avec l'équipe première et marque ses premiers points. Puis, il part jouer pendant trois saisons avec le Pays d'Aix RC, dont deux en Pro D2. Lors de la saison 2010-2011 de Pro D2, il termine troisième meilleur réalisateur avec un total de 369 points. À la fin de la saison, il s'engage avec l'US Carcassonne et signe un contrat de deux ans. En 2013, il signe un contrat avec la Section paloise.
Il rejoint ensuite Montauban pour 2015-2016, Carcassonne de janvier 2017 à juin 2019 puis Niort RC en Fédérale 1 pour la saison 2019-2020.